# Szamárhegy (Esztergom)
Szamárhegy Esztergom központi belterületétől 4 km-re keletre, a  Szamár-hegy nyugati oldalán lévő belterületi városrész. Főleg előhegyi villákkal van beépítve. Északról a 11-es főút és a Duna határolják. Az úgynevezett északi városrész része. Tőle keletre Búbánatvölgy fekszik, nyugatról a Csenke-patak határolja. A belváros felől, Vízivárosból, Szentgyörgymezőn át megközelíthető biciklis úton is, ami közvetlenül a Duna mellett halad. 
A 2001-es népszámlálási adatok szerint Szamárhegynek 261 állandó lakosa volt, a lakások száma 120, a nem lakott üdülők száma 644 volt. Mivel egyre többen építenek, költöznek a városnak ezen részére, a 2011-es népszámlálásra lakosainak száma 490 főre nőtt, a lakások száma pedig 189 volt. 2022-re a lakónépesség több mint duplájára, 1069-re, a lakások száma 415-re nőtt. 

## Története

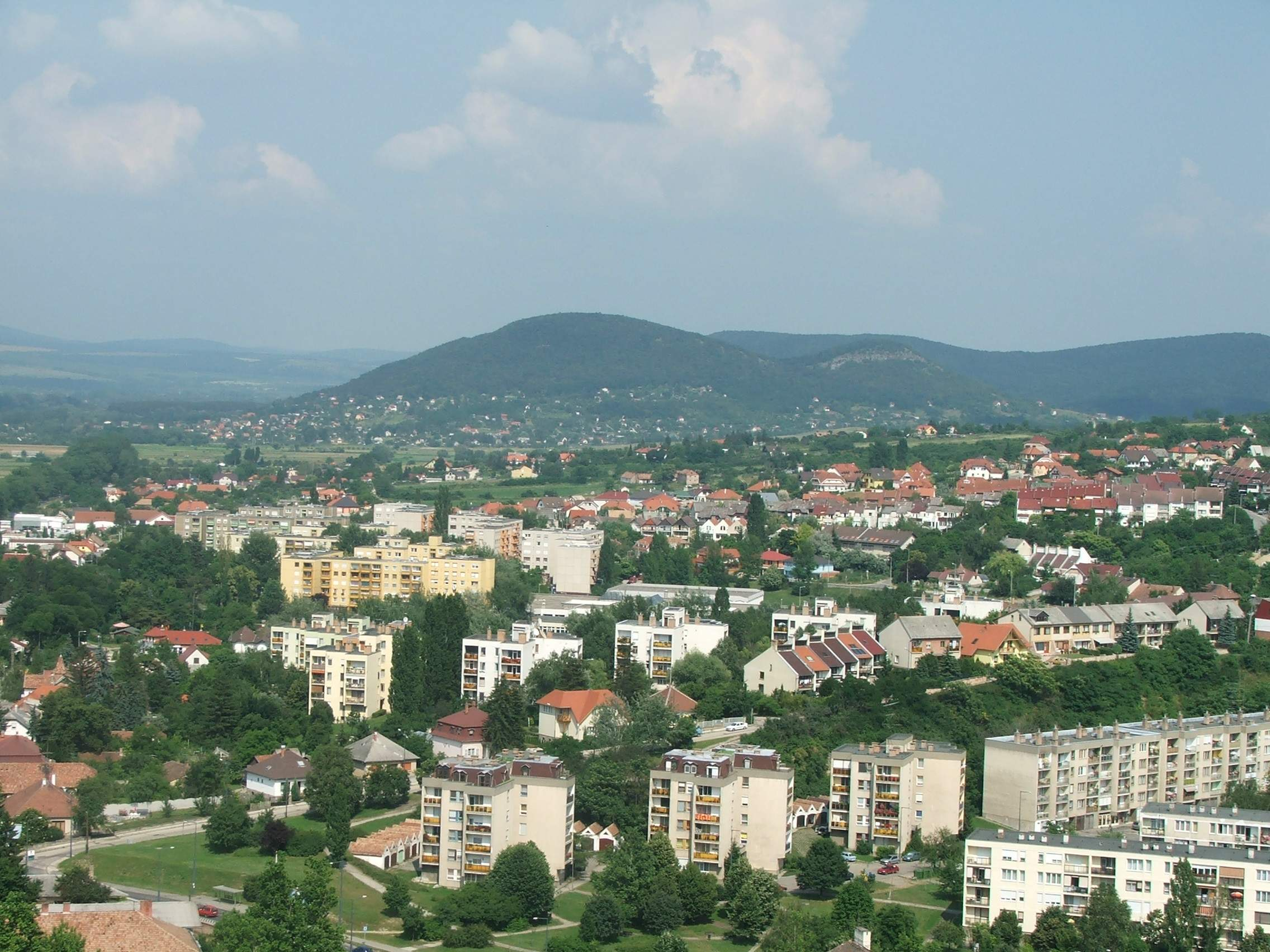
A bánomi lakótelep, háttérben Szamárhegy

A hegy nyugati oldala Árpád-kori leletekben gazdag, hiszen abban az időben is sűrűn lakott terület volt Zamárd, vagy Szamárd falu néven. A terület középkori térképeken még Szamárkő (Chemarkw) néven szerepel. Nevét valószínűleg onnan kapta, hogy a pogányság idejében egy híres, ősi bálványkő állt ezen a helyen. Egy 1292-es oklevél szerint akkor ismertek voltak egy még korábbi vár, a Zamárdvár maradványai is.
Az önkormányzat 2007 februárjában a Szamárhegytől nyugatra fekvő Zsellér-földek nevű terület is belterületté nyilvánította.
Dr. Thirring Gusztáv 1929-ben kiadott „A Pilis-Visegrádi hegység részletes kalauza” című füzetében az alábbiakat írja az esztergomi Szamárhegyről:

„A Zamárhegyről a következő monda szól: Mikor a törökök kitakarodtak az esztergomi várból, kincsiket egy óriás szirtbe vájt üregben rejtették el.
Jóval később egy csodatevő szentképet hoztak a vár parancsnokának, melyet még a régi várból vittek magukkal és cserébe nem kértek egyebet, mint a Zamárhegy tetején fekvő szamár alakú nagy szikladarabot. Ezt meg is kapták. Éjszaka idején azután feltörték a nagy kőszamarat, kiszedték belőle a sok kincset és hazavitték Törökországba.”

Más értelmezések szerint a hegy korábban szamárlegelő volt és a növényzetében még az 1970-es években domináló szamárkóróhoz kötik a nevét. Az 1970-es évekig az esztergomi Szamárhegy egyébként a Pilismaróti MGTSZ kezelésében volt, üdülőcélú parcellázását 1971-73-ban kezdték meg.
Ezt megelőzően azonban már hosszabb ideig nem folyt művelés a sziklás hegyoldal meredek lejtőin.
A környéken mind a mai napig Szamárhegy vagy „Motokrossz pálya” néven ismerik a helyet, ami arra utal, hogy a hatvanas években a hegyet sportcélokra használták. A Szamárhegyi út, Akácos út, Fenyves út és a Hegyalja út nyomvonala bizonyára a korabeli motokrossz utakat követi.

## A Szamár-hegy
Maga a hegy 306,9 méter magas. Egy magasabb és egy alacsonyabb gerinccel a Dunáig fut. A köves hegyoldalon hagyományosan szőlőt termesztenek. Délkeleti lábánál terül el Kerektó városrész. Oldalában található a Matricás-barlang. A barlang a délnyugati csúcsnak az északnyugati részén található. A Vöröskő utcából feljövő ösvény szinte pont oda mutat. Ez egy hasadék barlang.